# Кирпичников, Михаил Петрович
Михаи́л Петро́вич Кирпи́чников (род. 9 ноября 1945, Москва) — советский и российский учёный в области физико-химической биологии, белковой инженерии и биотехнологии; государственный и общественный деятель. Академик РАН .
Главный редактор журнала «Вестник Московского университета. Серия 16. Биология», член редколлегий научных журналов «Биоорганическая химия»,  «Биологическая химия», «Биотехнология», «Наука в России», член специализированного Учёного совета по защитам докторских диссертаций Института биологии гена РАН, член экспертной комиссии РСОШ по биологии.

## Биография
Окончил МФТИ по специальности «молекулярная биофизика» (1969). С 1969 по 1972 год — аспирант МФТИ, защитил кандидатскую диссертацию «Фотохимия коферментных форм пиридоксаля и ряда модельных соединений» (1974). В 1972—1996 годах работал в Институте молекулярной биологии им. В. А. Энгельгардта АН СССР (РАН), прошёл путь от старшего лаборанта до ведущего научного сотрудника. С 1996 года — в Институте биоорганической химии им. М. М. Шемякина и Ю. А. Овчинникова РАН; заведующий лабораторией инженерии белка (с 2002). Доктор биологических наук (1987, диссертация «Механизмы взаимодействия репрессорных белков с ДНК»), профессор. Заведующий кафедрой биоинженерии биологического факультета МГУ им. М. В. Ломоносова со дня её основания (2000). В 2004—2006 годах — проректор, начальник Управления инновационной политики и организации инновационной деятельности МГУ. С 2006 года — декан биологического факультета МГУ.
С 1989 года находился на государственной службе, совмещая её с научной и преподавательской деятельностью. Занимал должности заместителя начальника отдела, заместителя начальника Главного управления Государственного комитета по науке и технике (1989—1991); заместителя начальника управления и начальника управления Министерства науки, высшей школы и технической политики РФ (1992—1993), заведующего Отделом науки и образования Аппарата Совета Министров — Правительства РФ (1993—1994), начальника Департамента науки и образования (1994—1997) и Департамента науки, высоких технологий, образования и культуры Аппарата Правительства РФ (1997—1998), Первого заместителя Министра (июль-сентябрь 1998) и Министра науки и технологий РФ (сентябрь 1998 — май 2000); Первого заместителя Министра промышленности, науки и технологий РФ (июнь 2000 — март 2004); был членом Президиума РАН и членом Совета РФФИ. В 1998—2000 годах представлял Правительство РФ в качестве наблюдателя в Совете Европейской организации ядерных исследований, был полномочным представителем Правительства РФ в Комитете представителей государств — членов Объединённого института ядерных исследований.
Член-корреспондент РАН с 31 марта 1994 года по Отделению биохимии, биофизики и химии физиологически активных соединений (физико-химическая биология), академик РАН c 29 мая 1997 года.
Председатель ВАК Министерства образования и науки РФ (2005—2012), член Бюро Отделения биологических наук РАН, академик-секретарь ОБН (с 2017), член Совета РГНФ.
Супруга до 2010 года заведовала лабораторией в Институте кристаллографии им. А. В. Шубникова РАН. Дочь в 1990 году окончила биологический факультет МГУ.
Владеет английским и французским языками.

## Научная деятельность
Ученик академика А. А. Баева, одного из основоположников советской молекулярной биологии и генетической инженерии. Одним из первых в мире предложил новый подход для изучения структуры белков и их комплексов с ДНК, основанный на согласованном использовании приёмов генетической инженерии, химического синтеза олигонуклеотидов и физического анализа структуры биополимеров. Получил пионерские результаты по конструированию и исследованию искусственных белков, участвовал в создании дизайна и получении первого в мире белка de novo с заданной структурой и функцией. В настоящее время занимается исследованиями ряда рекомбинантных белков и пептидов, представляющих интерес для медицины и биотехнологии, изучением их структуры и функции, а также структурно-функциональных отношений в белковых молекулах.
Автор 193 научных работ (на 2011 год по данным Web of Science, индекс Хирша 18) и многих патентов, создатель ведущей в России школы белковой инженерии.
Член Координационного межведомственного совета по приоритетному направлению «Науки о жизни и биотехнология», член межведомственной комиссии по проблемам генно-инженерной деятельности, член межведомственного научного совета РАН и РАМН по фундаментальным проблемам медицины, член ряда других научных советов РАН и Министерства образования и науки РФ.
В течение нескольких лет читал спецкурс «Белковая инженерия», в настоящее время читает цикл лекций «Введение в молекулярную биоинженерию» на кафедре биоинженерии биологического факультета МГУ.

## Основные работы
- «Связывание cro репрессора фага λ с фрагментом оператора» // «Доклады АН СССР», 1984.
- «Конструирование белковых молекул» // «Вестник АН СССР», 1988.
- «Белковая инженерия искусственных белков» // «Молекулярная биология», 1996.
- «Comparative analysis of proapoptotic activity of cytochrome c mutants in living cells» // Apoptosis, 2005.
- «Bacterial expression, NMR, and electrophysiology analysis of chimeric short/long-chain alpha-neurotoxins acting on neuronal nicotinic receptors» // J. Biol. Chem., 2007.
- «Lipid-protein nanoscale bilayers: a versatile medium for NMR investigations of membrane proteins and membrane-active peptides» // J. Am. Chem. Soc. 2008 и др.

## Награды
- Почётная грамота Правительства Российской Федерации (1 ноября 1995) — за большой вклад в развитие и сохранение отечественного научного потенциала страны[1]
- Орден Почёта (4 марта 1998) — за заслуги перед государством, многолетний добросовестный труд и большой вклад в укрепление дружбы и сотрудничества между народами[2]
- Государственная премия РФ в области науки и техники (1999) — за работы по биофизике белков и белковой инженерии.
- Орден Дружбы (20 апреля 2006) — за достигнутые трудовые успехи и многолетний добросовестный труд[3]
- Орден «За заслуги перед Отечеством» IV степени (5 октября 2011) — за большие заслуги в области образования и многолетнюю плодотворную деятельность[4]
- Премия имени А. А. Баева РАН (2016) — за цикл работ «Рекомбинантные белки как современный инструмент для структурной биологии, биофизики и молекулярной биологии»
- Орден «За заслуги перед Отечеством» III степени (10 сентября 2017) — за большой вклад в развитие науки, образования, подготовку квалифицированных специалистов и многолетнюю добросовестную работу[5]
- Орден Александра Невского (5 февраля 2024) — за большой вклад в развитие отечественной науки, многолетнюю плодотворную деятельность и в связи с 300-летием со дня основания Российской академии наук[6]